# Arctosa pelengea
Arctosa pelengea Roewer, 1960 è un ragno appartenente alla famiglia Lycosidae.

## Etimologia
Il nome proprio della specie deriva dalle gole congolesi di rinvenimento degli esemplari: le gole della Pelenge, fra il 10 e il 12 giugno 1947.

## Caratteristiche
L'epigino è piatto, lungo la metà di quanto è largo, e di forma ovale trasversalmente. Ha varie somiglianze con A. nonsignata: ne differisce per l'aspetto del pattern oculare e per le zampe più robuste, nonché per l'epigino di dimensioni alquanto maggiori, parametri sufficienti a considerarla quale specie a sé.
Le femmine hanno il bodylenght (prosoma + opistosoma) di 8 millimetri (3 + 5).

## Distribuzione
La specie è stata reperita nella Repubblica Democratica del Congo meridionale, nei pressi delle gole della Pelenge, fra i 1250 e i 1600 metri di altitudine, località all'interno del Parco nazionale di Upemba.

## Tassonomia
Al 2016 non sono note sottospecie e dal 1960 non sono stati esaminati nuovi esemplari.